# Кастро, Рикардо
Рикардо Рафаэль де ла Сантисима Тринидад Кастро Эррера (исп. Ricardo Rafael de la Santísima Trinidad Castro Herrera; 7 февраля 1864, Дуранго, Мексика — 28 ноября 1907, Мехико) — мексиканский пианист и композитор.

## Биография
Сын Висенте Кастро, адвоката и политика, многолетнего депутата, а в некоторые годы и председателя законодательного собрания штата Дуранго. Вырос в столице штата, в 1878 г. перебрался в Мехико вместе с отцом, избранным в мексиканский Генеральный Конгресс, и поступил в Национальную консерваторию, где сперва занимался у Хуана Сальватьеры (фортепиано) и Лауро Беристайна (гармония), а затем у более заметных педагогов Хулио Итуарте (фортепиано) и Мелесио Моралеса (гармония и композиция). Окончил консерваторию в 1883 году, годом раньше приступив к активной концертной деятельности. Получил несколько музыкальных премий на универсальных выставках в соседних штатах. В 1883 году закончил также работу над Симфонией № 1 до минор «Сакральной» (премьера состоялась спустя более чем столетие, в 1988 году). Международная карьера Кастро началась в 1884 году с выступления в Новом Орлеане в рамках культурной программы Международной ярмарки хлопка, за которым последовали гастроли по США, включавшие Филадельфию, Чикаго, Нью-Йорк и Вашингтон.
В Мексике Кастро наряду с собственной концертной деятельностью принимал активное участие в организации различных институций: он, в частности, был соучредителем Музыкального института Густаво Кампы и Хуана Асеведо (1886), где преподавал фортепиано, а в 1895 г. стал одним из основателей Мексиканского филармонического общества, предназначенного для развития и поддержки камерного музицирования. В 1896 г. выступил (соло и в составе трио с Луисом Салома и Рафаэлем Галиндо) с инаугурационным концертом при открытии нового концертного зала, построенного фирмой «Casa Wagner y Levien» — первым в Мексике музыкальным издательством, в том же году на сцене столичного Театра Возрождения была представлена опера Кастро «Ацимба» (исп. Atzimba) на сюжет из истории конкисты в Мичоакане (до настоящего времени сохранился только первый акт). В 1902 г. совершил национальный гастрольный тур по 30 городам Мексики.
В 1903—1906 гг. Кастро, получив благодаря покровительству Хусто Сьерры правительственную стипендию, жил и работал в Европе, выступив с концертами в Париже, Берлине, Лондоне, Брюсселе, Риме, Милане и Лейпциге. Он также воспользовался возможностью для совершенствования своего исполнительского мастерства, взяв серию уроков у Тересы Карреньо; ей посвящена фортепианная пьеса «У ручья» (фр. Près du Ruisseau) Op. 16. Вернувшись на родину, он по инициативе того же Сьерры с 1 января 1907 года возглавил Национальную консерваторию, однако в том же году скончался от воспаления лёгких.
Брат Кастро, Висенте Кастро Эррера, также выступал как пианист.

## Творчество
Помимо «Ацимбы», Кастро, как считается, написал ещё четыре оперы: «Легенда о Рюделе» (исп. La Leyenda de Rudel), «Хуан Австрийский» (исп. Don Juan de Austria, о принце Хуане), «Побеждённый Сатана» (исп. Satán vencido) и «Поцелуй русалки» (исп. El beso de la Rousalka), — однако поставлена была только первая из них, а три другие известны лишь по упоминаниям. Ему принадлежат также два инструментальных концерта, написанных в Европе, — виолончельный (1903, посвящён Мари Лёвенсону и им же впервые исполнен) и фортепианный (1904), — и симфоническая поэма «Ойтона» (по мотивам одноимённой легенды из «Песен Оссиана»). Среди немногочисленных ансамблевых сочинений Кастро выделяется Романс для скрипки и фортепиано Op. 21, посвящённый Жозефу Уайту. Основной корпус сочинений Кастро составляет фортепианная музыка — вальсы, каприсы, мазурки, полонезы (последнее отражает увлечение Кастро музыкой Фредерика Шопена).
В современной Мексике Кастро расценивается как первый крупный национальный композитор. Так, дирижёр Хосе Мирамонтес Сапата называет симфоническую поэму «Ойтона» эпохальной для мексиканской музыки.

## Память
Именем Кастро в 1934 году, по случаю 70-летия со дня его рождения, назван театр в Дуранго (построен в 1900 г., ранее назывался Театр Виктории в честь первого президента Мексики Гуадалупе Виктории). В 2007 г. был проведён ряд торжественных мероприятий, приуроченных к столетию смерти музыканта.